# USS Nimble (AM-266)
USS Nimble (AM-266) trałowiec typu Admirable służący w United States Navy w czasie II wojny światowej. Służył na Atlantyku, następnie na Pacyfiku.
Stępkę okrętu położono 2 sierpnia 1943w stoczni American Ship Building Co. w Lorain (Ohio). Zwodowano go 24 grudnia 1943. Jednostka weszła do służby 15 września 1944, pierwszym dowódcą został Lt. F. R. Kitchell, Jr.
Brał udział w działaniach II wojny światowej. Przekazany Republice Chińskiej.

## Odznaczenia
"Nimble" otrzymał 3 battle star za służbę w czasie II wojny światowej.